# Kvildské pláně

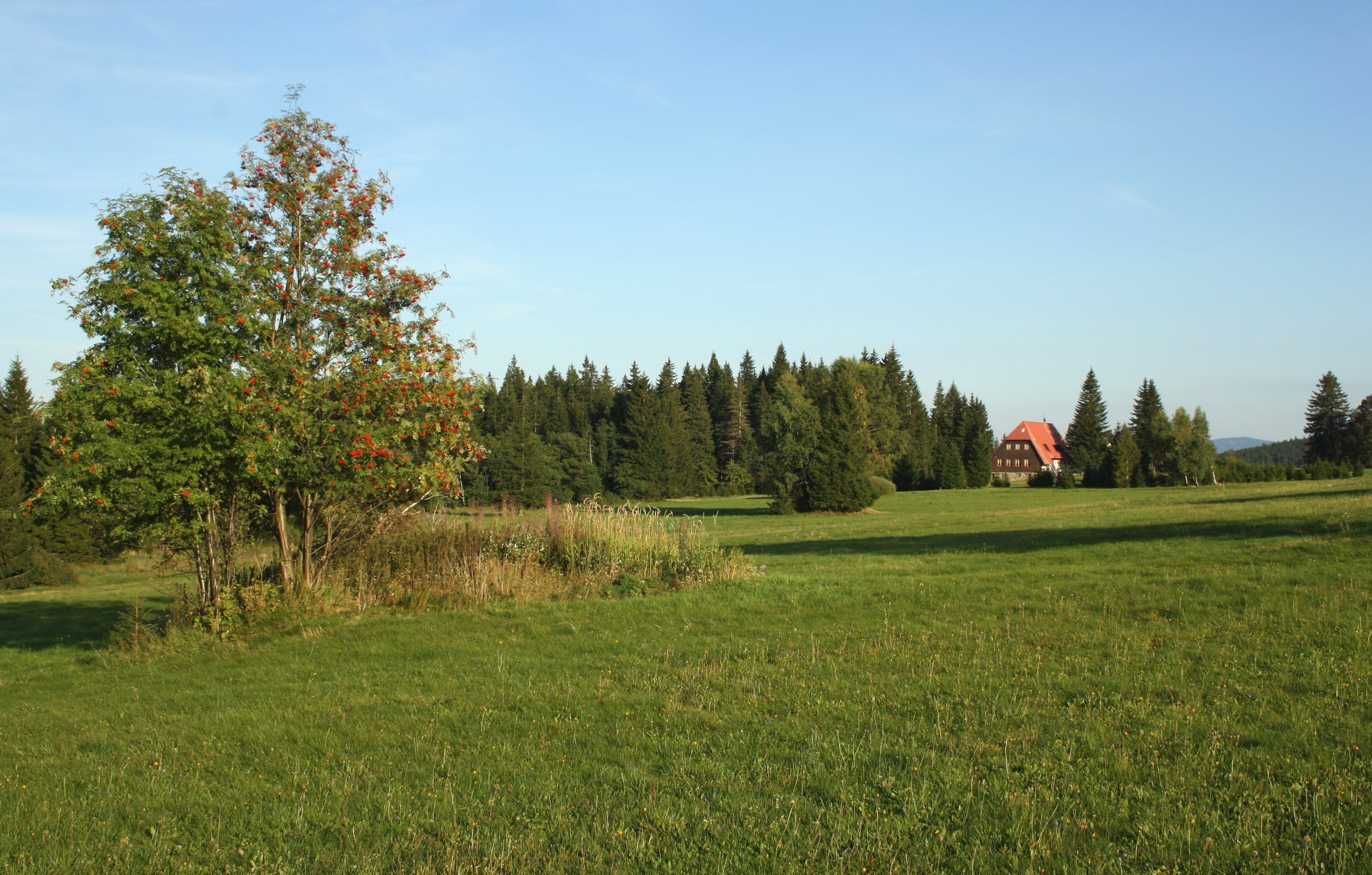
Kvildské pláně pod Churáňovským vrchem

Kvildské pláně jsou střední a nejvyšší část Šumavských plání. Tento geomorfologický okrsek má podobu ploché hornatiny s rozsáhlými zbytky zarovnaného povrchu – střídají se tu ploché hřbety se širokými mělkými údolími často vyplněnými rašeliništi. Místy vyčnívají izolované oblé vrcholy. Kvildské pláně se člení na podokrsky Prášilské pláně, Roklanské pláně a Modravské pláně.

## Nejvyšší vrcholy
Na Kvildských pláních se nachází 39 vrcholů s nadmořskou výškou přes 1000 metrů – z toho 8 třináctistovek. Vrchol Blatného vrchu leží v Německu, tudíž druhým nejvyšším vrcholem české části Šumavy je Velká Mokrůvka.
- Blatný vrch (1376 m)
- Velká Mokrůvka (1370 m)
- Špičník (1351 m)
- Malá Mokrůvka (1331 m)
- Černá hora (1316 m)
- Poledník (1315 m)
- Stráž (1308 m)
- Studená hora (1302 m)
- Holý vrch (1295 m)
- V koutě (1276 m)
- Jezernice (1266 m)
- Tetřev (1260 m)
- Stolová hora (1256 m)
- Antýgl (1254 m)
- Vysoký stolec (1252 m)
- Čertův vrch (1245 m)
- Skalka (1238 m)
- Stolová hora JZ vrchol (1233 m)
- Oblík (1228 m)
- Medvědí hora J vrchol (1225 m)
- Přílba (1221 m)
- Nad Bučinou (1219 m)
- Březová hora (1193 m)
- Orel (1181 m)
- Lapka (1172 m)
- Nad Latschensee (1163 m)
- Modravská hora (1157 m)
- U tří jedlí (1153 m)
- Nad Roklanským potokem (1133 m)
- Churáňovský vrch (1120 m)
- Popelná hora S vrchol (1092 m)
- Popelná hora J vrchol (1087 m)
- Adamova hora (1078 m)
- Vyhlídka (1068 m)
- Přední Mlynářská slať (1063 m)
- Adamova hora J vrchol (1050 m)
- Kamenáč (1049 m)
- Kostelní vrch (1021 m)
- Kostelní vrch J vrchol (1007 m)

## Vodstvo

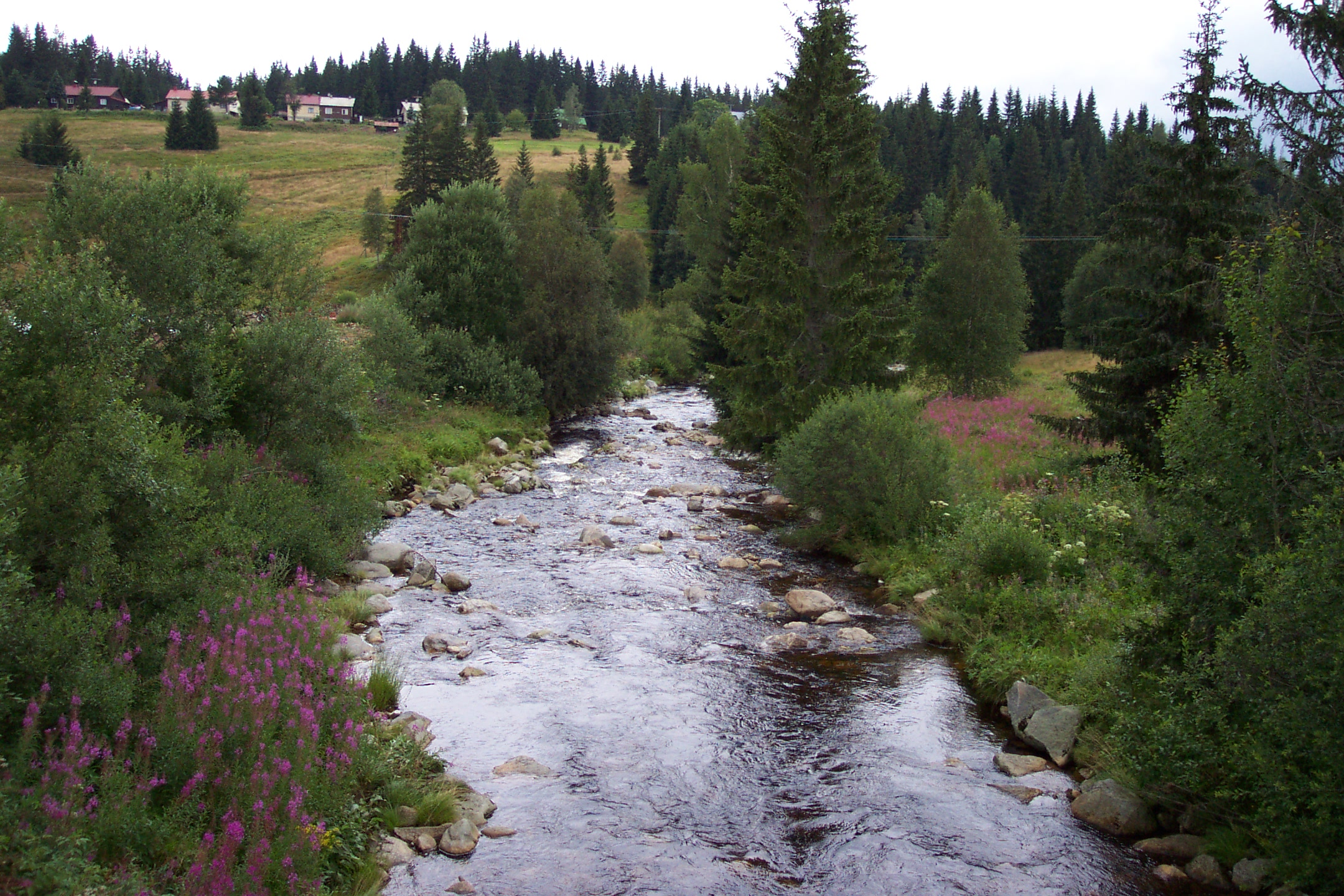
Jednou z řek vznikajících na Kvildských pláních je Vydra

Vrcholy v jižní části Kvildských plání tvoří Hlavní evropské rozvodí. Na Kvildských pláních pramení Vltava a Vydra, jedna ze zdrojnic Otavy. K úmoří Černého moře náleží Jelení potok (Hirschbach), Malá Řezná (Kleine Regen) a Reschwasser.